# Hans Cranach

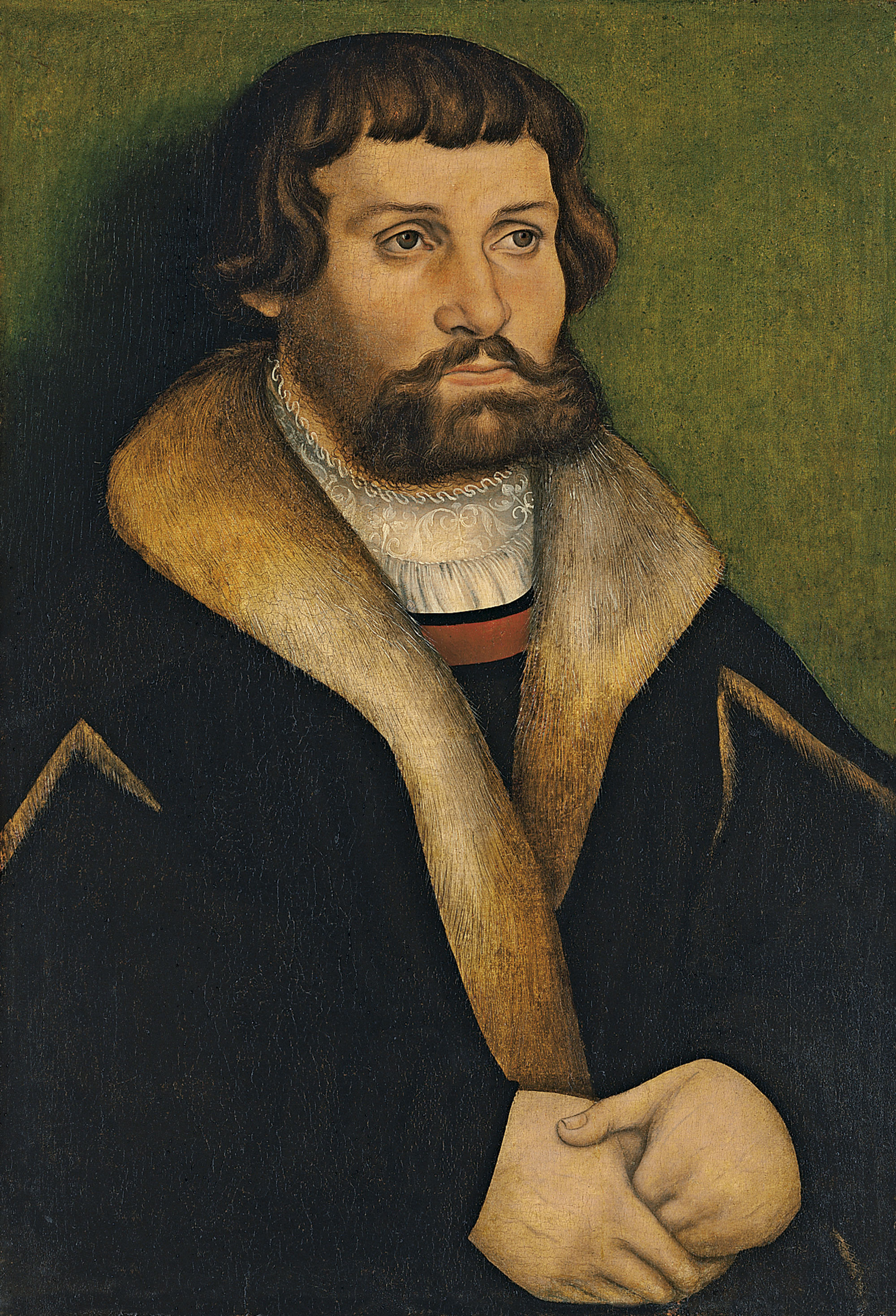
Hans Cranach: Bildnis eines bärtigen Mannes; 1534; Madrid, Fundación Colección Thyssen-Bornemisza

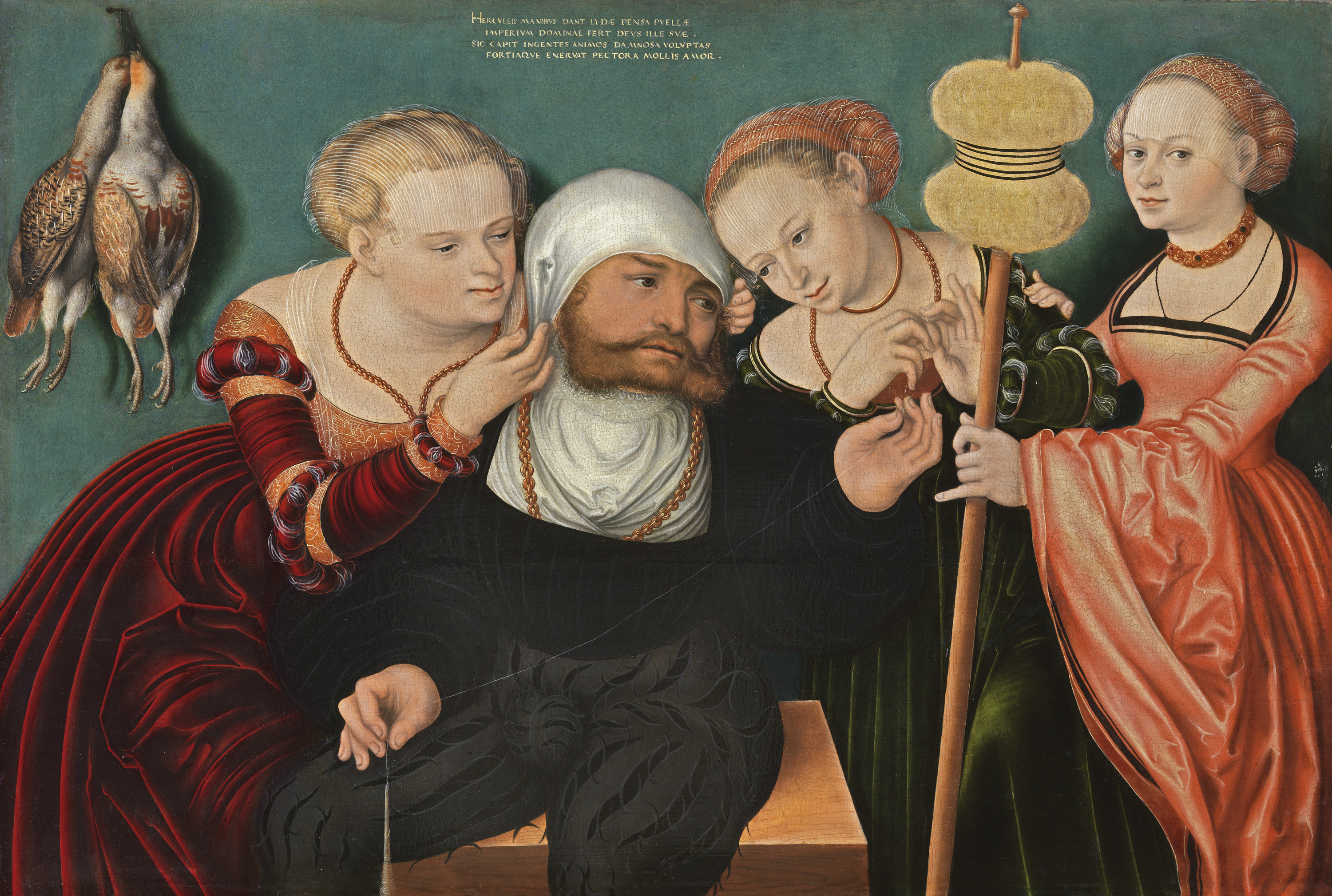
Hans Cranach: Hercules am Hofe der Omphale; 1537; Madrid, Fundación Colección Thyssen-Bornemisza

Hans Cranach (* um 1513 in Wittenberg; † 9. Oktober 1537 in Bologna) war ein deutscher Maler und  Zeichner.

## Leben
Er war der älteste Sohn und Schüler von Lucas Cranach dem Älteren. Über sein kurzes Leben ist nur wenig bekannt. Wie sein Bruder Lucas Cranach der Jüngere begann er früh seine Tätigkeit in der Wittenberger Werkstatt seines Vaters. Vermutlich fertigte er ab 1527 eigene Werke, die in dieser Zeit von denen seines Vaters kaum unterschieden werden können. Um 1537 reiste er nach Italien, wo er im selben Jahr in Bologna starb. Ein langes, zu seinem Tode verfasstes Gedicht (In immaturus obitum Johannis Lucas F. Cranachii von Johann Stigel) würdigt ihn als begabten und fruchtbaren Maler. Auch wenn dabei so manches übertrieben sein wird, muss Hans innerhalb der Cranach-Werkstatt eine bedeutende Rolle eingenommen haben. Es hat nicht an Versuchen gefehlt, seinen Anteil herauszufiltern. Als Ausgangsbasis dienen die beiden einzigen, auf Grund der Signatur – HC – ihm mit Sicherheit zuzuschreibenden Gemälde von 1534 und 1537 sowie ein Skizzenbuch, welches er nachweislich in Italien verwendet hat. Vom Stil her besteht bei seinen sicheren Arbeiten kein prinzipieller Unterschied zu den Werken seines Vaters. In der Formenkenntnis war er ihm wohl etwas unterlegen und die Gestaltung wirkt etwas weicher, doch lassen die wenigen Werke, die man ihm zugewiesen hat, noch kein abschließendes Urteil zu. Eduard Flechsig hat im ersten (und einzig gebliebenen) Band seiner Cranachstudien im Jahr 1900 zahlreiche Werke aus dem Umfeld der Cranach-Werkstatt Hans Cranach zugeschrieben, er hat diese Zuschreibungen jedoch später widerrufen.
Überraschenderweise änderte sich 1537, vielleicht mit dem Tod von Hans, auch die Signatur der Cranachwerkstatt geringfügig. Die bisher steil aufgerichteten Flügel der Schlange werden nun gestreckter und damit etwas horizontaler gestaltet. Damit wurde vermutlich auch gleichzeitig aufgezeigt, dass von nun an seinem jüngeren Bruder, Lucas Cranach der Jüngere, die Rolle des engsten Mitarbeiters des Vaters zufiel.

## Werke
- Linköping, Länsmuseet Östergötland: Adam und Eva. (zugeschrieben) um 1530–1532
- Madrid, Fundación Colección Thyssen-Bornemisza: Bildnis eines bärtigen jungen Mannes. 1534
- Madrid, Fundación Colección Thyssen-Bornemisza: Herkules und Omphale. 1537
- Oslo, Nasjonalgalerie: Maria mit dem Kinde. (zugeschrieben) um 1534–1537
- Oslo, Nasjonalgalerie: Porträt eines Mannes.[1] (Zeichnung, zugeschrieben) um 1520
- Paris, Musée du Petit Palais: Bildnis einer jungen Frau. (zugeschrieben) um 1534
- San Francisco, Museum of Fine Arts: Judith. (zugeschrieben) um 1537